# Marlene Hemmer
Marlene Hemmer (Vlaardingen, 1981) is een Nederlandse violiste.

## Levensloop
Marlene Hemmer begon met viool spelen op haar vierde jaar. Vanaf 1989 studeerde ze aan de Jong Talent Opleiding van het Utrechts Conservatorium. Vanaf haar dertiende studeerde ze in Lübeck (Duitsland), in Biella (Italië) en afsluitend aan het Utrechts Conservatorium, welke ze afsloot met een 10 met onderscheiding. Ze volgde masterclasses in Engeland, Californië en in Israël.
Vanaf haar achtste soleerde Marlene Hemmer met diverse orkesten. In 1998 speelde ze het 1e vioolconcert van Prokofjev met het Noord-Hollands Philharmonisch Orkest onder leiding van David Porcelijn. In november 2001 speelde ze samen met Emmy Verhey het Concert voor twee violen met het Camerata Antonio Lucio. In 2002 nam ze deel aan de Summer Academy van het Nationaal Jeugdorkest Nederland, waar zij het pianokwintet van Robert Schumann in Muziekcentrum Vredenburg uitvoerde samen met onder andere Igor Roma.
Begin 2003 werd Marlene Hemmer gevraagd om Chain van Lutoslawski uit te voeren met het Utrechts Conservatorium Orkest onder leiding van Jurjen Hempel. In 2005 soleerde ze in het 2e vioolconcert van Prokofjev met het UMA-Kamerorkest onder leiding van Marco Bons. Eind 2005 voerde ze de De vier jaargetijden van Antonio Vivaldi uit met het Nederlands Promenade Orkest onder leiding van Marco Bons en het 3e vioolconcert van Saint-Saëns met het Brabants Orkest onder leiding van Jussi Jaatinen. In het najaar van 2006 opende Marlene Hemmer de Klassieke Muziekweek als soliste in de Zigeunerweisen van de Sarasate en de Romance van Dvořák met Holland Symfonia onder leiding van Ulrich Windfuhr. In 2007 soleerde ze met het Orkest van het Oosten onder leiding van Vasili Petrenko in De vier jaargetijden van Vivaldi.
Vanaf 2014 is Marlene Hemmer tweede concertmeester van het Noord Nederlands Orkest.

## Instrument
Marlene Hemmer bespeelt een G.B. Guadagnini viool uit 1764. Deze werd haar in 2011 in bruikleen gegeven door het Nationaal Muziekinstrumenten Fonds.

## Prijzen
- 1992 won als jongste deelnemer de tweede prijs bij de Iordens Viooldagen
- 1996 1e prijs Concorso Premio Sassari (Italië)
- 1997 won de 1e prijs bij het regionale concours en de 2e prijs als finaliste bij het landelijke Prinses Christina Concours[4]
- 2003 2e prijs Nationaal Vioolconcours Oskar Back[5] en de Kersjes van de Groenekan Prijs.

In 1996 deed Marlene Hemmer mee aan de eerste uitzendingen van de NPS Cultuurprijs. Ze werd als deelnemer hiervan geïntroduceerd door violiste Emmy Verhey.

## Discografie
| Album met eventuele hitnotering(en) in de Nederlandse Album Top 100 | Datum van verschijnen | Datum van binnenkomst | Hoogste positie | Aantal weken | Opmerkingen                                          |
| ------------------------------------------------------------------- | --------------------- | --------------------- | --------------- | ------------ | ---------------------------------------------------- |
| Great composers by young musicians                                  | 1994                  | -                     | -               | -            | drie stukken met Derrick Hemmer op piano             |
| Brahms violin sonatas                                               | 2008                  | -                     | -               | -            | met Paul Komen op piano 2e plaats Top 15 van Radio 4 |
| Virtuoso opera fantasies                                            | 2011                  | -                     | -               | -            | met Derrick Hemmer op piano                          |